# Skidnakjaure
Skidnakjaure är en sjö i Arjeplogs kommun i Lappland och ingår i Skellefteälvens huvudavrinningsområde. Sjön har en area på 0,266 kvadratkilometer och ligger 676,6 meter över havet. Skidnakjaure ligger i Hornavan-Sädvajaure fjällurskog Natura 2000-område. Sjön avvattnas av vattendraget Skidnakjåkkå.

## Delavrinningsområde
Skidnakjaure ingår i det delavrinningsområde (738327-152808) som SMHI kallar för Utloppet av Arrajaure. Medelhöjden är 653 meter över havet och ytan är 18,1 kvadratkilometer. Det finns inga avrinningsområden uppströms utan avrinningsområdet är högsta punkten. Skidnakjåkkå som avvattnar avrinningsområdet har biflödesordning 2, vilket innebär att vattnet flödar genom totalt 2 vattendrag innan det når havet efter 364 kilometer. Avrinningsområdet består mestadels av skog (72 procent) och kalfjäll (15 procent). Avrinningsområdet har 2,04 kvadratkilometer vattenytor vilket ger det en sjöprocent på 11,3 procent.